# MAPK12
MAPK12 («митоген-активируемая белковая киназа 12»; англ. mitogen-activated protein kinase 12; ERK6) — цитозольная серин/треониновая протеинкиназа, семейства MAPK группы ERK, продукт гена MAPK12.

## Структура
MAPK12 состоит из 367 аминокислот, молекулярная масса 41,9 кДа. Описано 2 изоформы белка, предполагается существование ещё 2 изоформ.

## Функция
MAPK12, или ERK6, — фермент, один из важнейших членов семейства MAPK из группы киназ, регулируемых внеклеточными сигналами (ERK). MAPK12 — одна из четырёх киназ p38 MAPK, которые играют важную роль в сигнальных каскадах клеточных ответов, вызванных такими внеклеточными стимулами, как провоспалительные цитокины или физические стрессы, ведущие к прямой активации факторов транскрипции, включая ELK1 и ATF2. Киназы группы p38 MAPK фосфорилируют широкую группу белков, по оценкам каждая киназа группу может иметь от 200 до 300 белковых субстратов. Некоторые из этих субстратов — киназы более низкого уровня, такие как MAPKAPK2, которая активируется при фосфорилировании и, в свою очередь, фосфорилирует дополнительные белки-мишени. MAPK12 играет роль в дифференцировке миобластов и отрицательной регуляции циклина D1 в ответ на гипоксию клеток надпочечников, что предполагает роль киназы в ингибировании клеточной пролиферации и стимулировании дифференцировки.
Фосфорилирует DLG1  При осмотическом шоке MAPK12 в клеточном ядре ассоциирует с ядерным DLG1, что приводит к диссоциации комплексов DLG1-SFPQ. Эта функция не зависит от каталитической активности киназы и может влиять на процессинг мРНК и/или транскрипцию генов, что способствует клеточной адаптации к изменениям осмолярности в окружающей среде.
Регулирует УФ-индуцированную передачу сигналов контрольных точек и восстановление УФ-индуцированного повреждения ДНК и остановку фазы G2 клеточного цикла после воздействия гамма-излучения. MAPK12 участвует в регуляции экспрессии SLC2A1 и базального захвата глюкозы миотрубками L6; отрицательно регулирует экспрессию SLC2A4 и поглощение глюкозы в скелетных мышцах, опосредованное сокращением. Фосфорилирование C-Jun (JUN) стимулируется MAPK14 и ингибируется MAPK12, что приводит к особой регуляции AP-1. MAPK12 необходим для нормальной локализации PLK1 в кинетохорах, предотвращает хромосомную нестабильность и поддерживает жизнеспособность клеток в митозе. Передача сигналов MAPK12 также положительно регулирует распространение временных усиливающихся миогенных клеток-предшественников во время роста и регенерации мышц.